# Алавердян, Зина Коляевна
Зина Коляевна Алавердян — советский хозяйственный и политический деятель.

## Биография
Родилась в 1945 году в Иджеванском районе. Член КПСС.
Окончила среднюю школу.
В 1961—1968 гг. — табаковод колхоза села Айгеовит.
В 1969—1991 гг. — садовод совхоза села Айгеовит Иджеванского района Армянской ССР.
Депутат Верховного Совета СССР 8-го созыва. Делегат XXV съезда КПСС.
Жила в Армении.

## Награды
- Орден Трудовой Славы II степени (30.03.1982)
- Орден Трудовой Славы III степени (10.03.1976)